# Euphyia alboscripta
Euphyia alboscripta là một loài bướm đêm trong họ Geometridae.